# Denise Marçal Rambaldi
Denise Marçal Rambaldi (Brasil) es una ingeniera forestal y conservacionista brasileña conocida por haber sido la directora ejecutiva de la Asociación del Tití León Dorado, ha logrado sacar del borde de la extinción al tití león dorado (Leontopithecus rosalia) que vive en el Bosque Atlántico. También ha trabajado en esta región para preservar y restaurar su hábitat fragmentado mientras promueve el desarrollo sostenible.

## Trayectoria
Denise es ingeniera forestal por la Universidade Federal de Viçosa (1985), abogada por la Universidade do Grande Río (2001) y tiene una maestría en Ciencias Ambientales por la Universidade Federal Fluminense (2007). Dirigió la Asociación del Tití León Dorado — Associação Mico-Leão-Dourado (AMLD) en portugués— durante 21 años y logró rescatar a la especie de la extinción. Ha tenido cargos en el gobierno de Río de Janeiro en los cuales ha desarrollado políticas ambientales para la preservación y el manejo de especies en peligro de extinción y áreas protegidas así como la estructuración y fortalecimiento de la gestión ambiental para adaptar mejor las condiciones locales a los efectos de los cambios climáticos.
En el Bosque Atlántico ha hecho un gran trabajo en ayudar a la población local. Su asociación ha logrado combatir la pobreza mientras se reduce la huella humana en los bosques. Las actividades han incluido ayudar a los residentes a establecer y administrar la producción de viveros de plántulas de árboles para su uso en la restauración forestal y la creación de corredores. Inició un programa para capacitar a maestros en los municipios locales e involucrarlos en proyectos que promueven la conciencia ambiental.
Denise también ha estado involucrada en la creación de un consorcio local para proteger la cuenca hidrográfica São João de 370.000 acres en el estado de Río de Janeiro. Actualmente la cuenca está zonificada como área de protección ambiental.

## Reconocimientos
- 2007. Bruno H. Schubert Prize[3]
- 2008. Premio de Conservación de la fundación National Geographic.[4]
- 2021. Premio Fred Packard[5]